# Pervenstvo Futbol'noj Nacional'noj Ligi 2012-2013
La Pervenstvo Futbol'noj Nacional'noj Ligi 2012-2013, nota anche come PFN Ligi 2012-2013 fu la ventunesima edizione della seconda serie del campionato russo di calcio. Vide la vittoria finale dell'Ural, che venne promosso in Prem'er-Liga assieme al Tom' Tomsk. Capocannoniere del torneo fu Spartak Gogniev, calciatore dell'Ural, con 17 reti realizzate.

## Stagione

### Novità
Dalla PFN Ligi 2011-2012 vennero promossi in Prem'er-Liga il Mordovija e l'Alanija Vladikavkaz, mentre vennero retrocessi in Vtoroj divizion il Gazovik Orenburg, il Luč-Ėnergija, il Černomorec Novorossijsk, il Fakel Voronež e lo Žemčužina-Soči, escluso al termine della prima fase. Dalla Prem'er-Liga vennero retrocessi il Tom' Tomsk e lo Spartak-Nal'čik, mentre dalla Vtoroj divizion vennero promossi il Petrotrest, il Saljut Belgorod, il Rotor, il Neftechimik e il Metallurg-Kuzbass, vincitori dei cinque gironi.
Prima dell'inizio della stagione il KAMAZ rinunciò per mancanza di fondi e si iscrisse in Vtoroj divizion, al Nižnij Novgorod non venne rinnovata la licenza di club professionistico per i debiti accumulati e per la mancanza di copertura finanziaria, alla Dinamo Brjansk venne ritirata la licenza di club professionistico per irregolarità finanziarie, la Torpedo Vladimir dichiarò bancarotta e non si iscrisse al campionato. L'unico club di Vtoroj divizion con i requisiti validi per ricevere una licenza fu l'Ufa, che venne così ammesso in PFN Ligi. Di conseguenza, il numero di club partecipanti scese da 20 a 17.
Il Volgar-Gazprom cambiò denominazione in Volgar' Astrachan', togliendo lo sponsor dal nome.

### Formula
Le 17 squadre partecipanti si sono affrontate in un girone all'italiana con partite di andata e ritorno per un totale di 32 giornate: venivano assegnati tre punti per la vittoria, uno per il pareggio e zero per la sconfitta. Le prime due classificate venivano promosse direttamente in Prem'er-Liga, mentre la terza e la quarta affrontavano la tredicesima e la quattordicesima classificate in Prem'er-Liga in play-off promozione/retrocessione. Al fine di avere nuovamente 20 club nella stagione successiva, solamente le ultime due classificate venivano retrocesse direttamente in Vtoroj divizion.

## Squadre partecipanti
| Squadra            | Stagione | Città           | Stadio                  | Stagione precedente                                |
| ------------------ | -------- | --------------- | ----------------------- | -------------------------------------------------- |
| Baltika            | dettagli | Kaliningrad     | Stadio Baltika          | 15º posto in PFN Ligi                              |
| Chimki             | dettagli | Chimki          | Stadio Rodina           | 13º posto in PFN Ligi                              |
| Enisej             | dettagli | Krasnojarsk     | Stadio Centrale         | 10º posto in PFN Ligi                              |
| Metallurg-Kuzbass  | dettagli | Novokuzneck     | Stadio Metallurg        | 1º posto nel girone est di Vtoroj divizion         |
| Neftechimik        | dettagli | Nižnekamsk      | Stadio Neftechimik      | 1º posto nel girone Volga-Urali di Vtoroj divizion |
| Petrotrest         | dettagli | San Pietroburgo | Stadio Petrovskij       | 1º posto nel girone ovest di Vtoroj divizion       |
| Rotor              | dettagli | Volgograd       | Stadio Centrale         | 1º posto nel girone sud di Vtoroj divizion         |
| Saljut Belgorod    | dettagli | Belgorod        | Stadio Saljut           | 1º posto nel girone centro di Vtoroj divizion      |
| Sibir'             | dettagli | Novosibirsk     | Stadio Spartak          | 7º posto in PFN Ligi                               |
| Šinnik             | dettagli | Jaroslavl'      | Stadio Šinnik           | 4º posto in PFN Ligi                               |
| SKA-Ėnergija       | dettagli | Chabarovsk      | Stadio Lenin            | 11º posto in PFN Ligi                              |
| Spartak-Nal'čik    | dettagli | Nal'čik         | Stadio Spartak          | 16º posto in Prem'er-Liga                          |
| Tom' Tomsk         | dettagli | Tomsk           | Stadio Trud             | 15º posto in Prem'er-Liga                          |
| Torpedo Mosca      | dettagli | Mosca           | Stadio Ėduard Strel'cov | 8º posto in PFN Ligi                               |
| Ufa                | dettagli | Ufa             | Stadio Dinamo           | 2º posto nel girone Volga-Urali di Vtoroj divizion |
| Ural               | dettagli | Ekaterinburg    | Stadio Centrale         | 6º posto in PFN Ligi                               |
| Volgar' Astrachan' | dettagli | Astrachan'      | Stadio Centrale         | 14º posto in PFN Ligi                              |

## Classifica finale
|  | Pos. | Squadra            | Pt | G  | V  | N  | P  | GF | GS | DR  |
|  | ---- | ------------------ | -- | -- | -- | -- | -- | -- | -- | --- |
|  | 1.   | Ural               | 68 | 32 | 19 | 11 | 2  | 61 | 18 | +43 |
|  | 2.   | Tom' Tomsk         | 65 | 32 | 19 | 8  | 5  | 57 | 34 | +23 |
|  | 3.   | Spartak-Nal'čik    | 53 | 32 | 15 | 8  | 9  | 32 | 27 | +5  |
|  | 4.   | SKA-Ėnergija       | 52 | 32 | 13 | 13 | 6  | 36 | 26 | +10 |
|  | 5.   | Baltika            | 50 | 32 | 14 | 8  | 10 | 40 | 33 | +7  |
|  | 6.   | Ufa                | 48 | 32 | 13 | 9  | 10 | 31 | 30 | +1  |
|  | 7.   | Neftechimik        | 47 | 32 | 13 | 8  | 11 | 44 | 40 | +4  |
|  | 8.   | Sibir'             | 45 | 32 | 12 | 9  | 11 | 34 | 38 | -4  |
|  | 9.   | Rotor              | 41 | 32 | 11 | 8  | 13 | 27 | 26 | +1  |
|  | 10.  | Enisej             | 39 | 32 | 9  | 12 | 11 | 30 | 31 | -1  |
|  | 11.  | Šinnik             | 39 | 32 | 9  | 12 | 11 | 28 | 33 | -5  |
|  | 12.  | Petrotrest         | 35 | 32 | 10 | 5  | 17 | 28 | 43 | -15 |
|  | 13.  | Saljut Belgorod    | 35 | 32 | 8  | 11 | 13 | 25 | 31 | -6  |
|  | 14.  | Torpedo Mosca      | 33 | 32 | 6  | 15 | 11 | 29 | 38 | -9  |
|  | 15.  | Metallurg-Kuzbass  | 30 | 32 | 8  | 6  | 18 | 19 | 40 | -21 |
|  | 16.  | Chimki             | 28 | 32 | 6  | 10 | 16 | 23 | 40 | -17 |
|  | 17.  | Volgar' Astrachan' | 26 | 32 | 5  | 11 | 16 | 23 | 39 | -16 |

Legenda:
      Promossa in Prem'er-Liga 2013-2014.
 Ammessa agli spareggi promozione/retrocessione.
      Retrocessa in Pervenstvo Professional'noj Futbol'noj Ligi 2013-2014.
Note:
Tre punti a vittoria, uno a pareggio, zero a sconfitta.
Il Metallurg-Kuzbass non si è successivamente iscritto alla PFN Ligi.

## Risultati
|                    | Ura  | ToT  | SpN  | SKĖ  | Bal  | Ufa  | Nef  | Sib  | Rot  | Eni  | Šin  | Pet  | Sal  | ToM  | Met  | Chi  | Vol  |
| ------------------ | ---- | ---- | ---- | ---- | ---- | ---- | ---- | ---- | ---- | ---- | ---- | ---- | ---- | ---- | ---- | ---- | ---- |
| Ural               | –––– | 2-0  | 0-0  | 1-1  | 1-0  | 4-0  | 3-0  | 5-2  | 1-1  | 1-1  | 0-0  | 4-0  | 2-0  | 3-0  | 6-0  | 1-0  | 1-0  |
| Tom' Tomsk         | 3-2  | –––– | 1-1  | 2-2  | 2-2  | 0-0  | 4-3  | 2-0  | 3-0  | 2-0  | 3-1  | 2-1  | 2-0  | 2-1  | 2-0  | 3-2  | 1-0  |
| Spartak-Nal'čik    | 3-2  | 2-0  | –––– | 1-0  | 2-0  | 1-0  | 1-3  | 2-0  | 1-1  | 0-2  | 3-2  | 0-2  | 0-0  | 2-1  | 1-0  | 1-0  | 3-1  |
| SKA-Ėnergija       | 0-2  | 1-1  | 1-0  | –––– | 1-0  | 0-0  | 0-0  | 1-2  | 1-1  | 1-0  | 2-0  | 2-1  | 0-3  | 1-1  | 1-0  | 4-0  | 3-1  |
| Baltika            | 0-2  | 1-3  | 1-0  | 1-1  | –––– | 1-1  | 0-0  | 0-3  | 0-1  | 3-0  | 0-0  | 2-0  | 2-0  | 3-1  | 1-0  | 1-1  | 2-0  |
| Ufa                | 0-2  | 0-2  | 1-0  | 1-1  | 0-2  | –––– | 2-0  | 1-1  | 1-0  | 1-2  | 2-1  | 1-2  | 1-1  | 3-0  | 2-0  | 3-2  | 1-1  |
| Neftechimik        | 2-2  | 3-3  | 3-0  | 1-1  | 1-0  | 1-0  | –––– | 0-1  | 0-2  | 1-0  | 1-2  | 2-0  | 3-0  | 2-0  | 2-1  | 1-2  | 3-1  |
| Sibir'             | 1-3  | 0-2  | 0-0  | 1-0  | 3-1  | 0-1  | 1-2  | –––– | 1-1  | 0-3  | 2-2  | 2-0  | 1-1  | 1-1  | 1-0  | 2-1  | 1-0  |
| Rotor              | 0-4  | 1-0  | 0-1  | 1-2  | 3-0  | 0-1  | 2-1  | 2-0  | –––– | 0-1  | 0-0  | 2-0  | 0-1  | 0-0  | 1-0  | 1-0  | 3-1  |
| Enisej             | 0-1  | 1-1  | 3-1  | 1-1  | 1-2  | 0-1  | 2-2  | 1-2  | 0-0  | –––– | 2-1  | 1-1  | 1-1  | 0-0  | 1-0  | 2-1  | 0-0  |
| Šinnik             | 1-1  | 2-1  | 0-1  | 2-2  | 0-2  | 1-0  | 2-1  | 0-0  | 1-0  | 0-0  | –––– | 1-0  | 1-0  | 3-2  | 2-0  | 0-1  | 1-1  |
| Petrotrest         | 0-0  | 1-3  | 0-2  | 1-2  | 0-1  | 2-1  | 0-1  | 3-2  | 0-3  | 2-1  | 3-1  | –––– | 1-1  | 1-0  | 3-1  | 0-0  | 1-0  |
| Saljut             | 0-1  | 1-1  | 0-1  | 0-1  | 2-2  | 1-1  | 2-0  | 1-2  | 1-0  | 2-1  | 0-0  | 0-1  | –––– | 1-1  | 1-0  | 0-1  | 2-2  |
| Torpedo Mosca      | 2-3  | 1-0  | 1-1  | 0-0  | 1-1  | 2-2  | 2-3  | 1-1  | 0-0  | 0-0  | 1-0  | 1-0  | 0-1  | –––– | 1-1  | 0-0  | 0-0  |
| Metallurg-Kuzbass  | 0-0  | 2-3  | 0-0  | 1-0  | 2-5  | 0-1  | 3-1  | 1-0  | 2-1  | 1-0  | 1-0  | 0-0  | 1-0  | 1-3  | –––– | 0-0  | 1-0  |
| Chimki             | 0-0  | 1-2  | 2-1  | 0-2  | 1-2  | 0-1  | 0-0  | 0-0  | 1-0  | 1-2  | 0-0  | 1-0  | 0-2  | 2-4  | 0-0  | –––– | 2-4  |
| Volgar' Astrachan' | 1-1  | 0-1  | 0-0  | 0-1  | 0-2  | 0-1  | 1-1  | 0-1  | 1-0  | 1-1  | 1-1  | 3-2  | 1-0  | 0-1  | 1-0  | 1-1  | –––– |

## Spareggi promozione-retrocessione
|                        | Risultati |                        | Luogo e data                   |
| ---------------------- | --------- | ---------------------- | ------------------------------ |
| Rostov                 | 2 - 0     | SKA-Ėnergija           | Rostov sul Don, 30 maggio 2013 |
| SKA-Ėnergija           | 0 - 1     | Rostov                 | Chabarovsk, 3 giugno 2013      |
|                        |           |                        |                                |
| Kryl'ja Sovetov Samara | 2 - 0     | Spartak-Nal'čik        | Samara, 30 maggio 2013         |
| Spartak-Nal'čik        | 2 - 5     | Kryl'ja Sovetov Samara | Nal'čik, 3 giugno 2013         |
|                        |           |                        |                                |

## Statistiche

### Classifica marcatori
| Gol |  |  | Giocatore         | Squadra                 |
| --- |  |  | ----------------- | ----------------------- |
| 17  |  |  | Spartak Gogniev   | Ural                    |
| 16  |  |  | Igor' Portnjagin  | Neftechimik             |
| 14  |  |  | Andrej Mjazin     | Petrotrest              |
| 12  |  |  | Aleksej Medvedev  | Sibir', Spartak-Nal'čik |
| 10  |  |  | Aleksandr Dimidko | Tom' Tomsk              |
| 9   |  |  | Michail Markosov  | Ufa                     |
| 9   |  |  | Valerij Sorokin   | Tom' Tomsk              |
| 9   |  |  | Aleksandr Stavpec | Rotor                   |
| 9   |  |  | Dmitrij Sysuev    | Baltika                 |